# キン肉マン 大暴れ!正義超人
キン肉マン 大暴れ!正義超人（キンにくマン おおあばれ!せいぎちょうじん）は、ゆでたまごの漫画を原作とするアニメ『キン肉マン』の劇場版第2作目。
東映まんがまつりの1作品として1984年12月22日に公開された。上映時間は48分。
なお副題の「大暴れ!正義超人」は、他の劇場用新作アニメ同様にオープニングにはクレジットされず、テレビ本編のサブタイトル同様、冒頭にクレジットされる。これは以後の作品でも同じ。
キャッチコピーは「相手はどいつだ!新必殺7大デス・ファイト!《正義超人V.S宇宙暗黒軍団》」。

## 概要
観客動員数204万人。バッファローマンが映画に初登場した。原作における超人オリンピック ザ・ビッグファイト前にキン肉星に帰国した際の話をベースにしている。作中の時系列では7人の悪魔超人編と黄金のマスク編の間に起こった出来事とされているが、ラーメンマンやバッファローマン加入の件（くだり）や、会得前のキン肉ドライバーを使用する点など原作と異なる場面もある。正義超人それぞれに対応する超人が敵として登場した。悪魔超人だったバッファローマンの正義超人入りと、キン肉マンの新必殺技としてキン肉ドライバーの初使用が、テレビアニメに先行して描かれた。

## ストーリー
超人オリンピックV2達成、7人の悪魔超人撃破を果たしキン肉星へと凱旋帰国したキン肉マン。祝福のパレードの最中、キン肉族と敵対するホルモン族の女超人・ビビンバに命を狙われる。間一髪回避しビビンバを追いかけるキン肉マンだったが、負傷したビビンバの素顔を見て彼女に一目ぼれし、良い所を見せようと手当てをしたり、一族を裏切るなどアプローチをかける。そしてビビンバの父ホルモン・ヤーキの手引きにより彼女をデートに誘うが、それはホルモン・ヤーキによる罠だった。
美ヶ原にて罠にかけられ気絶したキン肉マンに剣を向けるビビンバだったが、自分を手当てしてくれた彼の優しさに触れ恋心が芽生えていた故に剣を振ることをためらう。キン肉マンは無意識にこれを破るが、見かねたキン肉大王らの手により地球へと強制送還される。
キン肉族打倒を狙うホルモン・ヤーキは、バーベキュー族のチャンピオン・シシカバ・ブーと彼に助力するブラック軍団を率いる宇宙暗黒帝王ブラック・エンペラーと手を組むことになった。しかしブラック・エンペラーは地球征服のために邪魔な正義超人打倒を目論んでいた。
そうとは知らず、キン肉マンは富士山にてビビンバを賭けシシカバ・ブーの挑戦を受ける。同じ頃、それぞれの夢を叶えるために故郷へと帰っていた正義超人たちにもブラック軍団の尖兵が襲いかかろうとしていた。

## ゲストキャラクター
ブラック軍団以外は原作にも登場しているが、劇中のことに関してのみ記述する。
ビビンバ
ホルモン族の娘。キン肉マンとはお互い一目惚で、ほぼ相思相愛だったが最後はマリがいることもあり、キン肉マンが身を引いてシシカバ・ブーに譲る形に終わる。
ホルモン・ヤーキ
ホルモン族の王。娘ビビンバを使い、キン肉マン暗殺を目論む。
エンディングではホルモン王とクレジットされている。
シシカバ・ブー
バーベキュー族のチャンピオン。ビビンバのことが好きであり、許婚を自称する。終盤ではブラック・エンペラーに用済みとされ大ウコンたちに命を狙われるが、キン肉マンと共闘する。ブラック・エンペラーの人質となったビビンバも助けようとするが、負傷した彼の身を案じたキン肉マンによって気絶させられる。その後、キン肉マンが身を引いたため、ビビンバと結ばれた。

### ブラック軍団
いずれも劇場版予告では「ブラック〜（名前）」の間に「・」表記だが、エンディングクレジットやパンフレット、DVD特典「悪の超人大図鑑」では未表記である。
ブラック・エンペラー
出身：ガロワス大星雲 / 宇宙
超人強度：2000万パワー / 100万パワー
得意技：ブラックスターファイヤー
ブラック軍団の総統。宇宙一恐ろしいと言われる暗黒帝王。劇中では部下に集めさせたキン肉マンの映像を見てずっこけるなど、コミカルな場面も見せる。相手に体を触れさせたことがないほど身軽であり、本人いわく「体に触れた時が最後」。彗星のような炎になっての突進「ブラックスターファイヤー」が必殺技。
富士山麓でキン肉マンと闘うが、最後は48の殺人技デビルファイヤーとキン肉ドライバーにより敗れる。
ブラック・バッファロー
出身：ワイルド星 / 宇宙
超人強度：350万パワー / 90万パワー
得意技：ワイルドクロス・ミキサー
バッファローのような2本の角を持つ超人。富士大沢崩れにてテリーマンと闘うが、カーフ・ブランディングにより敗れる。
ブラック・ナイト
出身：グララス星 / 宇宙
超人強度：280万パワー / 91万パワー
得意技：ソード・アタック
騎士のような姿をした超人。馬に乗り、槍や剣による攻撃を得意とする。必殺技は剣を風車のように振り回す「ソード・アタック」。山中湖湖岸にてロビンマスクと闘うが、逆タワーブリッジにより敗れる。
『キン肉マンII世』の特別編「〜倫敦の若大将!〜」ではテリーマンの持っていたメモに彼の名前があり、出身地は「GLARAS」と書かれていた。
ブラック・ベア
出身：ジベリウス星 / 宇宙
超人強度：450万パワー / 95万パワー
得意技：クロス・ベアクロー
黒い鉄の爪を持つクマ超人。必殺技は爪を交差させる「クロス・ベアクロー」。富士の風穴道にてウォーズマンと闘うが、スクリュー・ドライバーにより敗れる。
ブラック・レイン
出身：ドシャンブリ星 / 宇宙
超人強度：285万パワー / 85万パワー
得意技：ヘル・ボイルシャワー
その名の通り「黒い雨」の異名をとる機械超人。部下たちがハングライダーでの急降下攻撃でブロッケンJr.を襲ったが返り討ちに遭う。口から黒い熱湯のようなものを浴びせ、相手を溶かす技を持つ。富士の火口にてブロッケンJr.と闘うが、ベルリンの赤い雨により敗れる。また彼と闘う際、部下の借りを返すことを発言していた。
ブラック・メンルイ
出身：ガップ星 / 宇宙
超人強度：300万パワー / 92万パワー
得意技：ボツリヌ・ヘッドロック
カンフーを得意とする超人。必殺技は相手にとびかかり、首の骨を折る「ボツリヌ・ヘッドロック」。青木が原樹海にてラーメンマンと闘うが、フライング・レッグ・ラリアートにより敗れる。部下たちはラーメンマンを味噌ラーメンにして、ブラック・エンペラーに食べてもらうと発言していた。
ブラック・ズモウ
出身：大黒星 / 宇宙
超人強度：850万パワー / 75万パワー
得意技：大嵐投げ
リキシマンの2倍の体格を誇る相撲超人。富士大沢崩れ同様足場の悪い砂場である須走リングにてリキシマンと闘うが、合掌ひねりにより敗れる。
ブラック・サタン
出身：宇宙
超人強度：50万パワー
曲芸のような身軽な技を得意とする5人組の超人。富士山麓で5人がかりでキン肉マンを攻撃するが、駆け付けたバッファローマンの新必殺技である連続ハリケーン・ミキサーにより全員倒される。
大ウコン（だいウコン）
出身：宇宙
超人強度：95万パワー
前作にて敗れたウコン一族のボス。大忍者超人を率いて戦いで消耗したキン肉マンらと闘うが、キン肉マンのキン肉バスターで倒される。
初登場時、キン肉マンに名前を間違えられトイレを差し出されていた。ウコン一族のボスであるだけに歴代のウコン一族の中で一番の活躍と実力を見せるも、彼以降に登場するウコン一族はあっけなく倒されることになった。
劇場版予告ではブラック・大ウコンと紹介されている。

## 声の出演
- キン肉マン - 神谷明
- ミート君 - 松島みのり
- 中野さん - はせさん治
- キン肉大王 - 岸野一彦
- キン肉王妃 - 山口奈々
- ナチグロン - 山本圭子
- ナツコ - 鶴ひろみ
- マリさん - 中島千里
- ビビンバ - 山本百合子
- シシカバブー - 野田圭一
- ブラックエンペラー - 柴田秀勝
- ホルモン王 - 八奈見乗児
- テリーマン - 田中秀幸
- ラーメンマン - 蟹江栄司
- 五分刈刑事 - 戸谷公次
- ロビンマスク - 郷里大輔
- ウォーズマン - 堀秀行
- キン骨マン - 二又一成
- バッファローマン、イワオ[10][11] - 佐藤正治
- 与作さん、ブロッケンJr.[11][12] - 水鳥鉄夫
- リキシマン[11][12] - 広瀬正志[12][11]
- 大会委員長 - 北川米彦
- 大ウコン - 矢田耕司
- ブラックエンペラーの部下[10][13] - ゆでたまご（特別出演）

## スタッフ
- 製作総指揮：今田智憲
- プロデューサー：田宮武
- 原作：ゆでたまご
- 脚本：山崎晴哉
- 音楽：風戸慎介
- 撮影監督：高橋明彦
- 美術監督：襟立智子
- 作画監督：森利夫
- 製作担当：関良宏
- 監督：白土武
- 原画：高橋英吉、深谷英作、山崎唯文、多田康之、小曽根孝夫
- 動画：小林賢次、上野茂々子、川端良子、大村まゆみ、杉山典子、小曽根陽子、植木貴子、吉田雅一、村松啓子、村上暢康、上野千夏、大島明子、大西陽一、宮下恵理子、山田千律子、横地利恵子、猪瀬幸子、中山和子、福田幸子、船津丸紀子
- 背景：井出智子、池上みどり、壇久美子、松尾美千代、田中みつる
- セログラフ：高橋章
- トレース：板野園江
- 彩色：古屋純子、鈴木義剛、根本圭子、成田賢二
- 検査：新井マリー
- 特殊効果：壇合昇
- 撮影：角原幸枝、熊谷正弘、菊地英明、尾崎美季
- 編集：祖田冨美夫
- 録音：市川修
- ネガ編集：福光衣久子
- 音響効果：横山正和
- 記録：竹沢裕美子
- 仕上進行：茂木明子
- 美術進行：中村実
- 製作進行：城田佳和
- 助監督：浅田裕二
- 録音スタジオ：タバック
- 現像：東映化学

## 同時上映
- Dr.スランプ アラレちゃん ほよよ!ナナバ城の秘宝
- 宇宙刑事シャイダー 追跡!しぎしぎ誘拐団

「まんがまつり」冬興行は1976年以来8年振りだが、この時は一部地域のみの限定公開だったため、全国公開は「東映ちびっ子まつり」時代の1968年以来16年振り。また「3本立て興行」は「東映こどもまつり」時代の1968年春以来（どちらも「まんがまつり」では初）。

## 興行
本作が公開された1985年の東映正月映画枠は、当初タモリ主演・野田幸男監督の『いいとも探偵局』を準備していたが、タモリのスケジュール調整ができず延期され（結局中止）、代わりに横山やすし主演の『ビッグマグナム 黒岩先生』を予定していた。しかし東宝の正月映画が9年ぶりの『ゴジラ』で、『グレムリン』、『ゴーストバスターズ』と"3G決戦"などと騒がれ、松竹も安定番組『男はつらいよ 寅次郎真実一路』では、まともに戦えないのではないかと岡田茂東映社長ら幹部で協議された。1984年夏の東映まんがまつりで『キン肉マン 奪われたチャンピオンベルト』が配収8億円を突破し、子供たちの間で圧倒的な人気を得ていたことから『キン肉マン』が候補に挙がったが、冬休みは他の休みに比べて期間が短く、1981年の正月映画として公開した劇場アニメ『サイボーグ009 超銀河伝説』/『'80アニメーション ザ・ベストテン』の興行が振るわなかったこともあり、『キン肉マン』も『アラレちゃん』もすでに人気は下降しているなどの反対意見も出たが、結局『キン肉マン』の実力を買い、前述のように東映まんがまつりを16年振りに正月興行に持って来て、本作を正月映画として上映した。また同時期に東映洋画系で配給した角川映画『Wの悲劇』/『天国にいちばん近い島』を「まんがまつり」が不振の場合は、邦画系に一部拡大するという戦略も考えていた。映画業界からはこの東映の冒険は注目された。直前まで『Dr.スランプ アラレちゃん ほよよ!ナナバ城の秘宝』との二本立てで準備していたが『宇宙刑事シャイダー 追跡!しぎしぎ誘拐団』を加え、三本立てで勝負を賭けた。結果、ライバル映画を向こうにまわして9億円を越える大ヒットを記録した。

## 主題歌
オープニングテーマ - 『炎のキン肉マン』
歌 - 串田アキラ / 作詞 - 森雪之丞 / 作曲 - 芹澤廣明 / 編曲 - 奥慶一
映像はテレビ本編と同じだが、イントロ部の「キン肉マン」下部のサブタイトルは表示されない。
エンディングテーマ - 『キン肉マンボ』
歌 - 神谷明、こおろぎ'73、Shines / 作詞・作曲 - 森雪之丞 / 編曲 - 奥慶一

## テレビ放送
| 回数 | 放送局   | 番組名                                                        | 放送日        | 放送時間（JST） | 放送分数 | 備考                                                                              | 出典   |
| ---- | -------- | ------------------------------------------------------------- | ------------- | --------------- | -------- | --------------------------------------------------------------------------------- | ------ |
| 1    | TOKYO MX | 『超キン肉マン展』開催記念 映画『キン肉マン 大暴れ!正義超人』 | 2023年3月12日 | 19:00 - 19:55   | 55分     | 2023年3月18日(土)に『超キン肉マン展』が東京タワーで開催されることを記念して放送。 | [ 18 ] |

## 映像ソフト
いずれも東映ビデオより発売。
- VHS

1985年2月21日に発売。
- DVD
  - キン肉マン THE☆MOVIES
2004年4月21日発売。
  - キン肉マン コンプリートDVD-BOX
2008年12月20日発売。

## 関連書籍
- 集英社カラーランド キン肉マンえいがへん 大暴れ!正義超人 - 集英社、1985年1月12日、ISBN 4-08-300027-9